# Oraesia aequalis
Oraesia aequalis là một loài bướm đêm trong họ Noctuidae.